# Vlag van Buren

Vlag van de gemeente Buren
(sinds 1999)

Vlag van de gemeente Buren
(1978-1999)

De vlag van Buren is op 18 mei 1999 bij raadsbesluit vastgesteld als gemeentelijke vlag van de Gelderse gemeente Buren. De vlag is hetzelfde als het wapen van Buren en bestaat uit een rode achtergrond met een beurtelings viermaal gekanteelde witte balk.

## Voorgaande vlag
Op 1 mei 1978 was een eerdere vlag vastgesteld. Deze was gelijk aan de huidige, maar vertoonde aan de broekzijde boven in een vierkant vlak het veld van het wapenschild van Beusichem en onder, eveneens in een vierkant vlak, het wapenschild van Zoelen, en de witte balk was vijfmaal beurtelings gekanteeld. De beschrijving luidde:
Drie gekanteelde banen, waarvan de hoogten zich verhouden als 3:2:3, rood, wit en rood, met op de rode banen aan de broekzijde een vierkant ter hoogte van 1/5 van de hoogte van de vlag, dat bij de broektop met zeven banen volgens de broekingsdiagonaal, geel en blauw, dat bij de broekhoek wit met een rood kruis, waarvan de dikte der armen gelijk is aan ¼ van de hoogte van het vierkant.
Voor 1978 gebruikte de gemeente een defileervlag uit 1938 als gemeentevlag.

## Verwante afbeeldingen

Het wapen van Buren (1999)
Het wapen van Buren (1978)
de defileervlag van 1938
Het wapen van Beusichem
Het wapen van Zoelen
Wapen van Maurik

Aalten ·
Apeldoorn ·
Arnhem ·
Barneveld ·
Berg en Dal ·
Berkelland ·
Beuningen ·
Bronckhorst ·
Brummen ·
Buren ·
Culemborg ·
Doesburg ·
Doetinchem ·
Druten ·
Duiven ·
Ede ·
Elburg ·
Epe ·
Ermelo ·
Harderwijk ·
Hattem ·
Heerde ·
Heumen ·
Lingewaard ·
Lochem ·
Maasdriel ·
Montferland ·
Neder-Betuwe ·
Nijkerk ·
Nijmegen ·
Nunspeet ·
Oldebroek ·
Oost Gelre ·
Oude IJsselstreek ·
Overbetuwe ·
Putten ·
Renkum ·
Rheden ·
Rozendaal ·
Scherpenzeel ·
Tiel ·
Voorst ·
Wageningen ·
West Betuwe ·
West Maas en Waal ·
Westervoort ·
Wijchen ·
Winterswijk ·
Zaltbommel ·
Zevenaar ·
Zutphen